# Qeyţās
Qeyţās (persiska: قيطاس) är en ort i Iran.   Den ligger i provinsen Kurdistan, i den nordvästra delen av landet, 300 km väster om huvudstaden Teheran. Qeyţās ligger 1 888 meter över havet och antalet invånare är 135.
Terrängen runt Qeyţās är kuperad åt nordost, men åt sydväst är den platt. Terrängen runt Qeyţās sluttar söderut. Runt Qeyţās är det ganska glesbefolkat, med 23 invånare per kvadratkilometer. Närmaste större samhälle är Qarah Darreh, 19,2 km norr om Qeyţās. Trakten runt Qeyţās består i huvudsak av gräsmarker.